# Pueblo del Barro
Pueblo del Barro, teilweise auch als Pueblo de Barro bezeichnet, ist eine Ortschaft in Uruguay.

## Geographie
Pueblo del Barro befindet sich auf dem Gebiet des Departamento Tacuarembó in dessen Sektor 7 in der Cuchilla del Yaguarí. Nächstgelegene Ansiedlung ist im Nordnordwesten Ansina, im Norden Pueblo de Arriba, im Südwesten La Hilera und im Osten Puntas de Cinco Sauces. Westlich fließt in wenigen Kilometern Entfernung der Río Tacuarembó. Nordwestlich findet sich der Cerro Ñandubai.

## Infrastruktur
Durch den Ort führt die Ruta 26.

## Einwohner
Beim Census 2011 betrug die Einwohnerzahl von Pueblo del Barro 98, davon 55 männliche und 43 weibliche. Für die vorhergehenden Volkszählungen der Jahre 1963, 1975, 1985 und 1996 sind beim Instituto Nacional de Estadística de Uruguay keine Daten erfasst worden.
| Jahr | Einwohner |
| ---- | --------- |
| 1963 | -         |
| 1975 | -         |
| 1985 | -         |
| 1996 | -         |
| 2004 | 107       |
| 2011 | 98        |

Quelle: Instituto Nacional de Estadística de Uruguay